# Guitry
Guitry település Franciaországban, Eure megyében. Lakosainak száma 257 fő (2018. január 1.). Guitry Cantiers, Fontenay, Forêt-la-Folie és Mouflaines községekkel határos.

## Népesség
A település népességének változása:
| Lakosok száma | 168  | 161  | 190  | 214  | 240  | 260  | 269  | 252  | 260  | 257  |
|               | 1962 | 1968 | 1982 | 1990 | 1999 | 2008 | 2011 | 2013 | 2017 | 2018 |